# Batalla de Interamna Nahars
La batalla de Interamna Nahars o batalla de Interamna fue un combate que ocurrió en agosto de 253, durante la crisis del siglo III del Imperio Romano, cerca de Interamna Nahars, actual Terni (Italia), entre las fuerzas del emperador Treboniano Galo, progresivamente impopular entre sus legiones, y las del proclamado emperador Emiliano, popular tras sus victorias contra las fuerzas godas de Cniva al poner fin a las guerras góticas del 248 al 253, donde recuperó parte del botín de los saqueos y liberó a miles de cautivos de los godos. 

## Desarrollo
Tras lograr la victoria decisiva sobre los godos, cerca del Danubio, el general Marco Emilio Emiliano fue proclamado emperador por sus tropas entre junio y julio de 253. Posteriormente, intentó enfrentarse a su predecesor, Treboniano Galo, pero su intento provocó una reacción desfavorable por parte del gobierno establecido, lo que resultó en su rápida declaración como enemigo del Estado. En agosto, el ejército de Treboniano Galo y su hijo Volusiano se encontró con el de Emiliano cerca del poblado de Interamna Nahars, mientras cruzaban la Vía Flaminia, lo que sugiere que las tropas de Emiliano probablemente no eran superiores en número. Sin embargo, en los enfrentamientos subsiguientes en Interamna, el ejército de Galo se dispersó y Emiliano se proclamó vencedor. Tras huir, Galo y Volusiano fueron asesinados por su propia guardia pretoriana en la localidad de Forum Flaminii. La Epitome sobre los Césares afirma que Volusiano moriría en batalla, mientras que Galo habría muerto ahogado en un pantano. Emiliano fue nombrado emperador por el senado ese mismo agosto.
Ante esa rápida rebelión, Treboniano se vio obligado a improvisar una respuesta militar y una preparación de recursos limitada, en contraste con las fuerzas de Emiliano, más experimentadas y mejor equipadas para la confrontación tras sus victorias sobre los godos. La rápida aparición de la rebelión aseguró a Emiliano una ventaja inicial, respaldada por su pronta acción, pero, su determinación aunque firme, estuvo acompañada de un fuerte temperamento y un gran rigor, lo que tendría repercusiones desfavorables en su relación con el ejército y terminaría por costarle muy caro.
Antes de la batalla, Treboniano Galo había pedido auxilio militar al gobernador de Nórico y Recia, Publio Licinio Valeriano, pero el emperador murió antes de que llegase. Al recibir la noticia de su muerte, las tropas proclamaron a Valeriano como emperador y estos refuerzos llegaron casi tres meses después de la solicitud de Treboniano, y en Spoleto, en septiembre de 253, las fuerzas de Emiliano al verse superadas en número, optaron por cambiar de bando, asesinando a Emiliano y se pasaron a Valeriano para preservar sus vidas.